# Uno sporco contratto
Uno sporco contratto (Hard Contract) è un film del 1969 diretto da S. Lee Pogostin.
È un film drammatico a sfondo giallo statunitense con James Coburn, Lee Remick, Lilli Palmer e Burgess Meredith. Coburn interpreta John Cunningham, un assassino a sangue freddo che lavora per conto della CIA.

## Trama
John Cunnigham è un sicario professionista al soldo della CIA, e, di ritorno dall'ultima missione (eseguita in un seggio nel giorno delle elezioni, andando poi a ritemprarsi con una prostituta), il suo contatto, Ramsey Williams, gli affida, come ultima e lautamente ricompensata missione prima del "pensionamento", l'incarico di eliminare tre persone, indicando l'identità e il luogo destinato all'esecuzione soltanto per le prime due. Il primo incarico verrà eseguito, a Torre Molinos in Spagna, e il secondo a Bruxelles, nel Belgio diviso fra Valloni e Fiamminghi. Cunnigham, professionista freddo e anaffettivo, abituato a limitare i rapporti con le donne alle sole prostitute e ad evitare qualsiasi coinvolgimento sentimentale, giunto a Torre Molinos, incontra Sheila Matcalf, una bellissima giovane donna che si presenta come una prostituta, e Cunnigham è ben felice di condividere con lei una stanza d'albergo e il letto. Sheila, però, in cerca di divertimenti si è spacciata per una "professionista" del sesso, essendo, invece, una miliardaria pluridivorziata che viaggia per il mondo con un gruppetto di amici: Adrianne, Maurice e Alexi, un reduce del nazismo. Sheila si innamora del misterioso Cunnigham e, vivamente incuriosita sul suo conto, si rivolge ad Alexi chiedendogli di far pedinare costantemente l'uomo del quale si è invaghita, e che, pur dissimulando i propri sentimenti, si è innamorato di lei a propria volta. Eseguito il primo contratto, Cunnigham raggiunge Bruxelles, dove riceve una telefonata di Ramsey, che gli comunica il nome della terza vittima, un ex sicario ritiratosi dalla professione, di nome Carlson, stabilitosi in una tenuta nei dintorni di Madrid insieme alla moglie; il gelido Cunnigham (al quale Adrianne ha rivelato la verità su Sheila, e che, a sua volta, sente di non poter più fare a meno di lei) inizia a identificarsi con l'ex "collega". Il ritorno in Spagna riunisce Cunnigham e Sheila, ormai edotta circa la "professione" di lui e tormentata, ma non scoraggiata, per la scoperta. Resosi conto delle esitazioni di Cunnigham , Ramsey lo raggiunge personalmente, spronandolo a rispettare il "contratto" e minacciando, altrimenti, di affidare il caso Carlson a un altro sicario, ma, soprattutto, avvertendolo che il prossimo "contratto" riguarderà lo stesso Cunningham e Sheila. Dopo un colloquio con la sua vittima predestinata (un uomo stanco di uccidere, ritiratosi dal "mestiere" ormai da quindici anni) e quello con Ramsey, Cunningham imbarca lo stesso Ramsey, Sheila, Carlson, e gli altri "informati dei fatti" su un mezzo lanciato a piena velocità su una strada di montagna, apparentemente deciso a provocare un incidente e risolvere la questione in modo radicale; all'ultimo momento, però, decide (a meno che non l'avesse già previsto) di non portare la corsa alle estreme conseguenze, non senza impartire a Ramsey (che peraltro sembra già sensibilmente ammorbidito dalle grazie di Adrianne) la lezioncina finale circa l'omicidio, soluzione ormai sorpassata di abbandonare tutto. John e Sheila si allontanano insieme per trovare un posto tranquillo dove fare l'amore (non senza la lezioncina di Cunningham circa il fatto che le cose peggiori possono essere commesse per i migliori motivi), ma l'immagine da "happy end" viene messa in dubbio dall'immagine finale, nella quale le teste dei due innamorati appaiono incorniciate da un cerchio stranamente simile a quello delimitato dal cannocchiale di un fucile di precisione.

## Produzione
Il film, diretto e sceneggiato di S. Lee Pogostin, fu prodotto da Marvin Schwarz per la Twentieth Century Fox Film Corporation e girato a Tangiers in Marocco, in Spagna e in Belgio.

## Distribuzione
Il film fu distribuito con il titolo Hard Contract negli Stati Uniti dal 30 aprile 1969 (première a New York) al cinema dalla Twentieth Century Fox Film Corporation.
Altre distribuzioni:
- in Svezia il 23 giugno 1969 (Hårda bud)
- in Germania Ovest il 11 luglio 1969 (Der Killer und die Dirne)
- in Finlandia l'8 agosto 1969 (Kova sopimus)
- in Messico il 23 gennaio 1970 (Contrato perverso)
- in Spagna il 29 aprile 1974 (Antes amar... después matar)
- in Brasile (Sou Pago para Matar)
- in Grecia (Symvolaio me ton thanato)
- in Italia (Uno sporco contratto)

## Accoglienza

### Critica
(Leo Pestelli, La Stampa, 20 giugno 1969)
Secondo il Morandini il film è un "thriller d'azione che fa pensare a un film di James Bond messo a bagno in una vasca di esistenzialismo". Morandini esalta inoltre il cast che si rivela "di prim'ordine"

## Promozione
Le tagline sono:
- "Love. Murder. Everything they do is 97% control and 3% emotion.".
- "We all know that evil can look good and feel good. But did you ever think that evil might be good?".
- "A man for hire. A woman for hire. A love story. Unexpected.".